# Ермолинское сельское поселение (Новгородская область)
Ермо́линское се́льское поселе́ние — муниципальное образование в Новгородском районе Новгородской области России.
Административный центр — деревня Ермолино.

## География
Территория поселения с запада примыкает к городу Великий Новгород. Между поселением и городом протекает река Веряжа и её приток Веряжка, также по его территории протекают реки Видогощь, Веронда, Добрынька, Чежа, Змейка, Соковая; проходит автодорога Р-47 Великий Новгород—Луга и участок Октябрьской железной дороги Великий Новгород—Луга.

## История
Ермолинское сельское поселение было образовано в 2005—2006 годах, в 2014 году было упразднено, наряду с также упразднёнными Григоровским и Сырковским сельскими поселениями, после чего они были объединены во вновь образованное одноимённое муниципальное образование Ермолинское сельское поселение с определением административного центра в деревне Ермолино.

## Население
| 2010    | 2012  | 2013  | 2014  | 2015    | 2016    | 2017    |
| ------- | ----- | ----- | ----- | ------- | ------- | ------- |
| 4094    | ↗4483 | ↗4623 | ↘4513 | ↗11 660 | ↗12 252 | ↗12 794 |
| 2021    |       |       |       |         |         |         |
| ↗14 043 |       |       |       |         |         |         |

## Состав сельского поселения
До 2014 года в состав муниципального образования входили деревни: Березовка, Вашково, Видогощь, Горынево, Ермолино, Кожевница, Кшентицы, Люболяды, Нащи. С 2014 года, после образования нового одноимённого сельского поселения, состав населённых пунктов сельского поселения изменился:
| №  | Населённый пункт | Тип населённого пункта          | Население |
| -- | ---------------- | ------------------------------- | --------- |
| 1  | Березовка        | деревня                         | 39        |
| 2  | Болотная         | деревня                         | 404       |
| 3  | Вашково          | деревня                         | 71        |
| 4  | Видогощь         | деревня                         | 88        |
| 5  | Вяжищи           | деревня                         | 110       |
| 6  | Горынево         | деревня                         | 64        |
| 7  | Григорово        | деревня                         | ↗4881     |
| 8  | Ермолино         | деревня, административный центр | 1327      |
| 9  | Кожевница        | хутор                           | 0         |
| 10 | Кшентицы         | деревня                         | 69        |
| 11 | Лешино           | деревня                         | 182       |
| 12 | Люболяды         | деревня                         | 39        |
| 13 | Ляпино           | деревня                         | 18        |
| 14 | Нащи             | деревня                         | 49        |
| 15 | Новая Мельница   | деревня                         | 2016      |
| 16 | Плетниха         | деревня                         | 132       |
| 17 | Соковая          | деревня                         | 0         |
| 18 | Старая Мельница  | деревня                         | 0         |
| 19 | Сырково          | деревня                         | 2493      |

## Социально-значимые объекты
В деревне Болотная находится:
1. ГУСО "Новгородский социальный приют для детей «Радуга»;
2. МОУ «Вяжищская основная общеобразовательная школа»[12]

В деревне Вяжищи действует филиал МУК «Борковский межпоселенческий Центр народного творчества и досуга»: Вяжищский Центр досуга.
В деревне Сырково есть:
1. МУК «Межпоселенческая центральная библиотека»: Сырковский филиал № 26
2. детский сад (в здании после реконструкции планируется размещение Дома культуры);
3. филиал МУК «Борковский межпоселенческий Центр народного творчества и досуга»: Сырковский сельский дом культуры[13]
  - в Сырковском сельском доме культуры есть народный вокальный ансамбль «Иван да Марья»[15]
4. ГОУ — профессиональное училище № 16[16]
5. МОУ «Сырковская средняя общеобразовательная школа»[17]
6. Отделение почтовой связи «Сырково» почтамта «Великий Новгород» «ФГУП Почта России», почтовый индекс — 173507[18].

## Экономика
В Сырково расположена территория МУП «Новгородская МТС» в прошлом «Сельхозтехника». В 2001 году на свободных производственных площадях МУП «Новгородская МТС» в деревне Сырково был создан завод по производству кровельных и гидроизоляционных материалов ООО «ТехноКров». С осени 2002 года предприятие начало выпуск продукции, годовая производственная мощность в 2006 году составляла 690,8 тыс. м².
В деревне Сырково есть производственно-логистический центр по переработке пищевых продуктов из Китая и оказанию логистических услуг — ООО «Логистический центр „Великая гора“».

## Достопримечательности
- В деревне Сырково:
  - памятник Героям Советской армии 1941—1944
  - Владимирский собор Сыркова монастыря ( 531520405870006)
- Близ деревни Вяжищи:
  - Николо-Вяжищский ставропигиальный женский монастырь Русской Православной Церкви ( 531520356540006)
- В деревне Григорово:
  - Барский дом помещицы Григоровой 1841 года постройки ( 531610431620005)

## Транспорт
Деревня — Сырково, связана с областным центром городскими маршрутами автобусов (№ 14 и № 18) Великого Новгорода, также д. Ермолино связывает в Великим Новгородом маршрут автобуса 44м , путь которого пролегает по Сырковскому шоссе, также по территории поселения проходит Лужское шоссе (Луга — Великий Новгород), автодорога Новгород — Болотная, по которой в деревню Болотная через Вяжищи следует пригородный автобусный маршрут № 123,  а в сентябре 2022 года по просьбе группы активистов и Совета депутатов Ермолинского поселения запущен маршрут автобуса 26 и 26А, который связывает д. Новая Мельница и Плетниха ( в данных населенных пунктах значительное количество владельцев жилых домов из числа многодетных семей и семей с детьми школьного возраста)  с пгт Панковка и Великим Новгородом в обе стороны . По административной границе территории поселения проходят пути Октябрьской железной дороги двух линий:
1. линия Новгород-на-Волхове — Новолисино — С.Петербург-Витебский, на восточной границе территории муниципального образования есть два остановочных пункта: Болотная и Вяжищи;
2. линия Новгород-на-Волхове — Новгород-Лужский — Батецкая — Луга I, неподалёку от южной границы территории муниципального образования есть остановочный пункт «88 км».

В деревню Григорово проходят два троллейбусных (№ 4 и № 5) и два городских (№ 1 и № 11) автобусных маршрута.
В 1 км от Григорово расположена станция Новгород-Лужский, откуда отправляются пригородные поезда до Луги и ст. Батецкая.

## Экология
Сельское поселение расположено неподалёку от потенциально опасных в части экологической безопасности производственных площадей:
- близ деревни Болотная в начале 2000-х гг. был построен Новгородский Металлургический завод по производству катодной меди[24];
- к границе поселения примыкает территория крупнейшего предприятия области — химического «гиганта» ОАО «Акрон»[25].

В результате жизнедеятельности человека пропускная способность реки Веряжа снизилась, качество воды по многим показателям перестало соответствовать требованиям, вследствие чего проводятся работы по изучению, сохранению водного объекта, и созданию проекта благоустройства поймы реки Веряжи.